# Israel Alcántara
Israel "Izzy" Alcántara Crisóstomo (nacido el 6 de mayo de 1971 en Santo Domingo) es un ex outfielder/infielder dominicano que jugó en las Grandes Ligas para los Medias Rojas de Boston y los Cerveceros de Milwaukee.

## Carrera

### Ligas menores
Alcántara fue alistado como amateur por los Expos de Montreal en 1990. En las ligas menores, Alcántara fue muy exitoso, con al menos 27 jonrones y un OPS de .940 o más en cada una de sus temporadas de 1997 a 2001. Lideró la International League en jonrones en dos ocasiones, con 36 en 2001 y 27 en 2002. Su OPS de 1.023 en el año 2000 fue el mejor en la International League.

### Grandes Ligas

#### Boston Red Sox
El éxito de Alcántara en ligas menores no se vio en el poco tiempo que pasó en las Grandes Ligas. De hecho, su carrera se puede considerar un ejemplo de dificultad del salto de AAA a las Grandes Ligas. Jugó dos años con los Medias Rojas de Boston, debutando en las Grandes Ligas el 25 de junio de 2000. Esa temporada, bateó para .289 con cuatro jonrones en 45 turnos al bate. A pesar de cierto éxito en el plato, Alcántara rápidamente fue puesto en la banca de los Medias Rojas después de haber molestando al mánager de Boston, Jimy Williams por su supuesta falta de ánimo durante un juego contra los Medias Blancas de Chicago. Durante un tiempo, Williams se negó a poner a Alcántara en el juego a pesar de la insistencia el gerente general Dan Duquette. En 2001, el promedio de Alcántara decayó a .263 sin jonrones en 38 turnos al bate en Boston.
Alcántara es recordado por un incidente mientras estaba jugando con los Pawtucket Red Sox, filial AAA de Boston en la Liga Internacional. El 3 de julio de 2001, después de haber sido golpeado por segunda vez por el lanzador Blas Cedeño, Alcántara se dio la vuelta, pateó al receptor Jeremy Salazar, con un golpe de karate, en la máscara antes de dirigirse al montículo, tirándole un puñetazo a Cedeño sin éxito mientras que los demás jugadores se unieron a la pelea, hasta que fue derribado por Kevin Orie. El incidente le costó una suspensión de seis partidos a Alcántara y su lugar en el equipo All Star de la Liga Internacional.

#### Milwaukee Brewers
Antes de la temporada 2002, fue firmado como agente libre por los Cerveceros de Milwaukee, donde bateó para .250 con dos jonrones en 32 turnos al bate. Su último partido de Grandes Ligas fue el 22 de agosto de 2002 y fue dejado libre por el equipo después de esa temporada.

### Después de Grandes Ligas
Alcántara jugó brevemente para los Uni-President 7-Eleven Lions de Taiwán en la Liga de Béisbol Profesional China en 2005, pero fue dejado en libertad por razones que nunca fueron explicadas completamente por la administración.
En 2005, Alcántara también jugó cuatro partidos para los New Jersey Jackals de la canadiense independiente, Canadian American Association of Professional Baseball.
Además jugó tres temporadas en la Liga Mexicana, con Vaqueros Laguna y Rojos del Águila de Veracruz. También jugó para Caimanes de Barranquilla en la Liga Colombiana.

### Liga Dominicana
En la Liga Dominicana jugó para el Licey desde 1994-95 hasta el 2004-05, con Escogido en el 2005-06 y con los Gigantes y Estrellas en 2006-07, con quienes dio 52, para ser el tercer mejor jonronero de la historia de la liga detrás de Félix José con 60, Ricardo Carty con 59 y Mendy López con 58.